# 73 Klytia
Klytia /ˈklɪʃiə/ (định danh hành tinh vi hình: 73 Klytia) là một tiểu hành tinh ở vành đai chính. Nó là tiểu hành tinh thứ hai và tiểu hành tinh cuối cùng do nhà phát hiện nhiều sao chổi Horace Tuttle phát hiện ngày 7 tháng 4 năm 1862, và được đặt theo tên Clytie, người yêu Apollo trong thần thoại Hy Lạp. Trong số một trăm tiểu hành tinh được đánh số đầu tiên, Klytia là tiểu hành tinh nhỏ nhất.